# تاسس
تاسس (به انگلیسی: Tahsis) یک منطقهٔ مسکونی در کانادا است که در ویکتوریا، بریتیش کلمبیا واقع شده‌است. تاسس ۵٫۷۳ کیلومتر مربع مساحت و ۳۱۶ نفر جمعیت دارد و ۳۰ متر بالاتر از سطح دریا واقع شده‌است.